# Martin Riesenhuber
Martin Riesenhuber (* 15. September 1876 in Ober-Grafendorf; † 17. Februar 1933 in Seitenstetten) war ein österreichischer Archivar und Kunsthistoriker.

## Leben und Wirken
Martin Riesenhuber trat in das Benediktinerstift Seitenstetten ein und studierte Theologie und war nach seiner Priesterweihe 1901 bis 1913 als Seelsorger tätig. Danach widmete er sich vor allem der kunsthistorischen Forschung und zählt Zeit seines Lebens als führender Fachmann für die kirchliche Barockkunst in Österreich. Riesenhuber gelang es, beim Klerus das Verständnis für die Kunst zu wecken und damit der Regotisierungswelle, die viele barocke Kulturgüter zerstört hatte, geistig den Boden zu entziehen. Von seinen zahlreichen Arbeiten sind besonders sein 1923 erschienenes Werk „Die kirchlichen Kunstdenkmäler des Bistums St. Pölten“ und „Die kirchliche Barockkunst in Österreich“ von 1924 hervorzuheben. Ab 1920 betreute Riesenhuber das Stiftsarchiv in Seitenstetten.
1909 wurde Riesenhuber aufgrund seiner Tätigkeit zum korrespondierenden Mitglied der Zentralkommission für die Erforschung und Erhaltung der Kunst- und historischen Denkmale. 1907 stieg er zum Konservator für den Bezirk Amstetten auf. 1912 wurde er als Mitglied in den Diözesankunstrat der Diözese St. Pölten berufen. 1913 erfolgte die Ernennung zum Mitglied des Archivrats in Wien.

## Veröffentlichungen (Auswahl)
- Martin Riesenhuber: Die Grabdenkmale zu Vornbach am Inn. Verlag Thomann, Landshut 1907.
- Martin Riesenhuber: Die Abteikirche zu Seitenstetten in Niederösterreich 1116–1916. Jubiläumsschrift. Verlag Reichspost, Wien 1916.
- Martin Riesenhuber: Die kirchlichen Kunstdenkmäler des Bistums St. Pölten. Verlag der „Christlichen Kunstblätter“, Linz 1923.
- Martin Riesenhuber: Die kirchliche Barockkunst in Österreich : ein Heimatbuch. Verlag der „Christlichen Kunstblätter“, Linz 1924.